# Robert Matthews

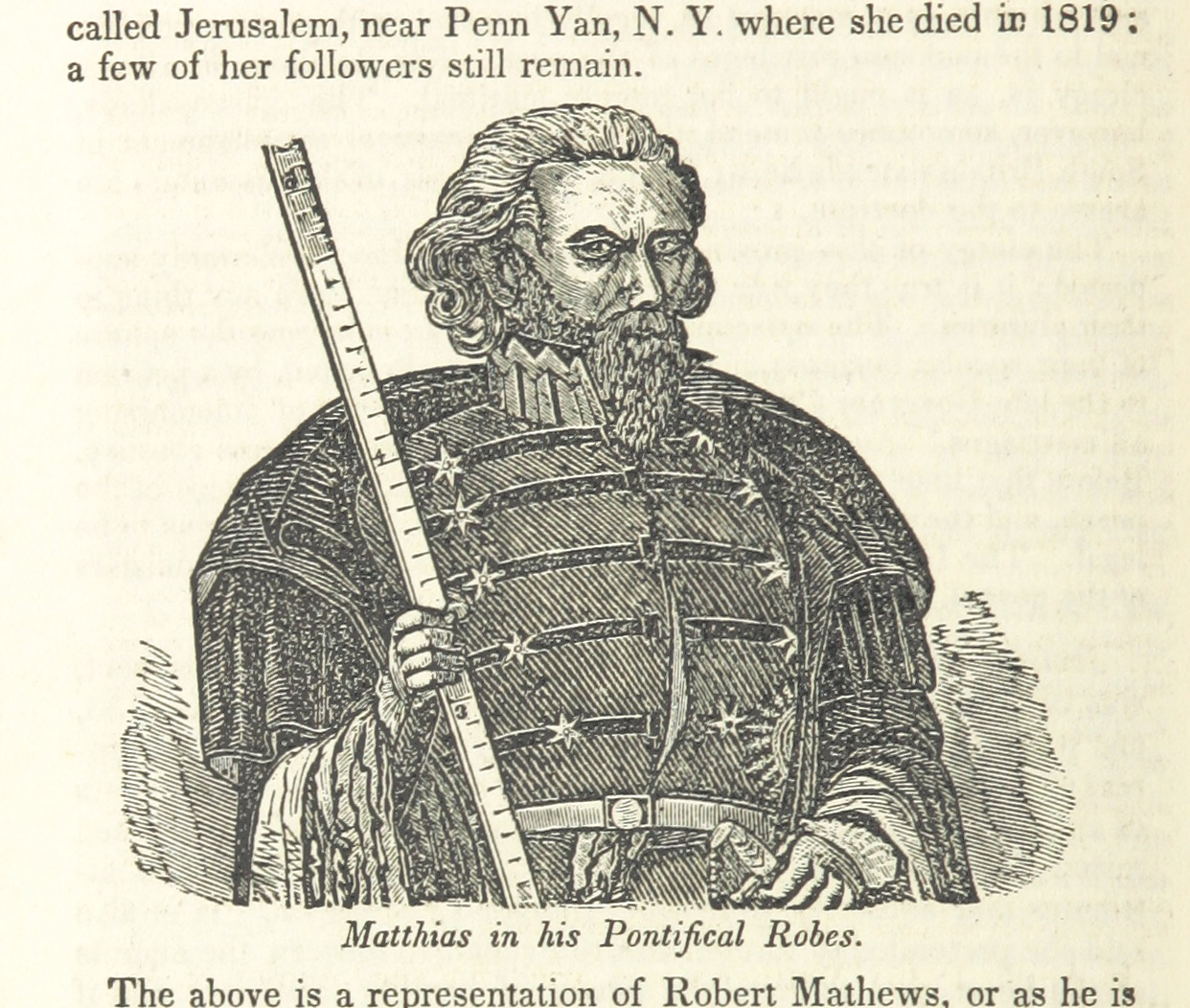
Robert Matthews

Robert Matthews (ur. 1788 w Cambridge, zm. ok. 1841 na terytorium Iowa) – amerykański przestępca i mistyk.

## Życiorys
Urodził się w Cambridge w stanie Nowy Jork. Wychowywał się w pobożnej rodzinie prezbiteriańskiej. W 1813 w Nowym Jorku poślubił Margaret Wright. Przeszedł na metodyzm, następnie zaś na judaizm. Około 1825 przeniósł się do Albany, pięć lat później przepowiadał zniszczenie tego miasta. Imał się ciesielstwa oraz handlu. Spłodził sześcioro dzieci. Jego relacje z rodziną naznaczone były przemocą, zarówno wobec żony jak i dzieci.
Zaczął twierdzić, że jest Bogiem Ojcem reinkarnowanym w ciele apostoła Macieja. Opuścił swoją zamieszkałą w Albany rodzinę i udał się w apostolską podróż po wschodzie i południu ówczesnych Stanów Zjednoczonych. Przez jakiś czas przebywał w szpitalu dla psychicznie chorych w nowojorskim Bellevue. Był sądzony w Nowym Jorku pod zarzutem morderstwa, odsiadywał też wyrok za wybatożenie swojej córki. Pozyskał wsparcie Elijahy Piersona oraz Benjamina Folgera i jego żony Ann, wraz z grupą współwyznawców utworzył komunę z siedzibą w wiejskiej posiadłości Folgerów w nowojorskim Sing Sing (obecnie Ossining).
Nauczał w niej, że został posłany z misją ustanowienia męskiego władztwa nad kobietami. Zniechęcał do modlitw czy lektury Biblii, twierdząc, iż wsłuchiwanie się w jego słowa jest wystarczające. Od wiernych wymagał posłuszeństwa, brakiem podporządkowania się tłumaczył napotykające ich kłopoty czy też dotykające ich schorzenia. Aranżował jednocześnie małżeństwa między swymi zwolennikami. 
Źródła nie przekazują zbyt wielu informacji o życiu Matthewsa w późniejszych latach. Podaje się, że miał umrzeć na terytorium Iowa. Stworzona przezeń wspólnota nie przetrwała śmierci swego założyciela.
Postać Matthewsa przewija się w historii wczesnego mormonizmu. Pamiętany jest ze spotkania z Josephem Smithem, twórcą tego ruchu religijnego, w listopadzie 1835. W rozmowach z Matthewsem Smith miał opowiadać o swej pierwszej wizji oraz o innych doświadczonych przez siebie teofaniach. Krótka interakcja obu mężczyzn jest często komentowana. Część historyków przyjmuje jednocześnie porównanie między Matthewsem a Smithem za punkt wyjścia do analizy miejsca twórcy mormonizmu w amerykańskiej historii. Jednocześnie wskazuje się, że Matthews zapoczątkował jedynie efemeryczną sektę, natomiast Smith położył podwaliny pod rozwijający się, również po jego śmierci, prężny Kościół.